# Koobface
Koobface è un worm informatico che colpisce gli utenti della rete sociale di Facebook.
Koobface dopo l'infezione, rimanda la connessione internet su pagine di Rogueware o pubblicitarie, inoltre, in uno stadio più avanzato, tenta di ottenere informazioni sensibili dalle vittime come numeri di carta di credito o dati di accesso a forum, social network e caselle e-mail.
Spesso le password degli utenti infetti vengono sostituite con "koobface".

## Infezione e Diffusione
Koobface si diffonde inviando messaggi con richieste di amicizia o visualizzazioni di video tipo "Guarda come sei buffo qui..." agli utenti di Facebook e con un indirizzo a un sito al di fuori di Facebook dove viene richiesto un aggiornamento fasullo di Adobe Flash Player. Scaricando il file fasullo il pc viene infettato.

## Varianti
Sono state identificate due varianti del worm: Net-Worm.Win32.Koobface.a. (che attacca Myspace) e Net-Worm.Win32.Koobface.b, che attacca Facebook.

## La gang russa dietro a Koobface
Facebook ha rivelato i nomi dei sospettati del worm il 17 gennaio 2012. Sono Stanislav Avdeyko (leDed),  Alexander Koltyshev (Floppy),  Anton Korotchenko (KrotReal), Roman P. Koturbach (PoMuc),  Svyatoslav E. Polichuck (PsViat and PsycoMan). La base dei cinque è a San Pietroburgo (Russia), considerata dagli esperti la capitale mondiale del Crimine informatico. Il gruppo qualche volta si faceva chiamare  "Ali Baba & 4" con Stanislav Avdeyko come leader. Gli investigatori hanno anche collegato Avdeyko al famosissimo spyware CoolWebSearch.
Le foto di Anton Korotchenko sono disponibili sul blog dell'esperto di sicurezza Dancho Danchev.